# Breuilpont
Breuilpont – miejscowość i gmina we Francji, w regionie Normandia, w departamencie Eure.
Według danych na rok 1990 gminę zamieszkiwało 985 osób, a gęstość zaludnienia wynosiła 81 osób/km² (wśród 1421 gmin Górnej Normandii Breuilpont plasuje się na 243. miejscu pod względem liczby ludności, natomiast pod względem powierzchni na miejscu 237.).